# Morte em Veneza
Morte em Veneza (no original em alemão Der Tod in Venedig) é uma novela escrita por Thomas Mann e publicado pela primeira vez em 1912.
Em A Morte em Veneza, Thomas Mann apresenta uma escrita complexa e profunda, onde quase cada parágrafo pode ter várias leituras. Em contraponto, o enredo é praticamente inexistente: um homem de meia-idade viaja até Veneza, apaixona-se platonicamente por um jovem rapaz polaco extremamente atraente e morre sem sequer ter trocado uma palavra com ele.
Se, a uma primeira leitura, a homossexualidade se torna evidente em A Morte em Veneza, conforme se debruça na narrativa, essa questão mostra-se secundária à análise da obra. Não foi esta a preocupação central do autor, visto que nem sequer houve contato físico entre as personagens, estando o amor de Aschenbach por Tadzio no âmbito da idealização. A verdadeira atração de Gustav mostra-se ser pela beleza e perfeição do menino, o que fica evidente para o leitor, dentre outros motivos, na medida em que Tadzio é apresentado como “o belo”.
Rosenfeld (1994, p. 183) declara que “Aschenbach vê no jovem Tadzio o reflexo temporal da beleza eterna, do ideal sempre perseguido e de tal modo irresistível na sua encarnação que se acha moralmente desarmado diante da imagem perfeita”. Logo, a imagem de Tadzio seria uma captura da beleza, que a arte se encarrega por eternizar.
Segundo o mesmo autor, o amor de Aschenbach por Tadzio vai se dar como uma paixão narcisista, em que o escritor ama na beleza do menino a sua própria imagem, a própria meta espiritual, o sonho da beleza. Sonho este que, ironicamente, irá lançá-lo às profundezas da dissolução.
Por fim, confirmando as hipóteses já defendidas pelos autores acima citados, Rodrigues (s.d.), em seu artigo O erotismo e a estética em A Morte em Veneza, defende que Aschenbach busca na arte a forma física e a perfeição que gostaria de ter.
De A Morte em Veneza: “Ele era mais bonito do que as palavras podiam exprimir, e Aschenbach (o homem de meia-idade) sentiu dolorosamente, como tantas vezes antes, que a linguagem pode apenas louvar, mas não reproduzir, a beleza que toca os sentidos. (...) Tadzio (o rapaz polaco) sorriu; (...) E recostando-se, com os braços caídos, transbordando de emoção, tremendo repetidamente, segredou a formulação tradicional do desejo - impossível, absurda, abjecta, idiota mas sagrada, e mesmo neste caso honrada: "Amo-te!"
Como em suas outras grandes obras, Mann explora o papel do artista na sociedade. O cerebral Aschenbach exibe uma disciplina e resistência extraordinárias em seu trabalho literário, mas seus desejos íntimos acabam por dominá-lo.

## Enredo
Durante um passeio em Munique, Gustav von Aschenbach — um autor consagrado cuja obra é conhecida pela disciplina e perfeição formal — encontra um tipo estranho que o deixa meio abalado e decide romper com a rotina e partir em viagem. Primeiro vai até Pula, na costa austro-húngara, mas depois decide prosseguir até Veneza. Em seu hotel veneziano no Lido, depara com um adolescente de extrema beleza, de uma família polaca: o jovem Tadzio. O tempo quente e húmido afeta a saúde de Aschenbach, que decide partir, mas a caminho da estação começa a arrepender-se, e quando descobre que a sua bagagem foi encaminhada para o comboio errado e que terá que aguardar o seu retorno, fica satisfeito por poder continuar na proximidade de Tadzio. Embora observe Tadzio obsessivamente, jamais ousa falar com ele, no máximo trocam um olhar furtivo e fugaz um com o outro.
Apesar dos sinais de uma epidemia de cólera, que é ocultada pelas autoridades para não prejudicar o turismo, mas que lhe é revelada por um agente de viagens britânico, Aschenbach permanece em Veneza, sacrificando sua dignidade e bem-estar pela experiência imediata da beleza corporificada por Tadzio. Através da obra, existe uma ambiguidade/dualidade quanto à paixão de Aschenbach: se inicialmente não passa de uma contemplação platónica do ideal de beleza ("Pois a beleza, meu Fédon, é a única forma do espiritual que podemos receber sensualmente, suportar sensualmente"), com o tempo vai assumindo uma feição mais sensual, erótica, como fica claro na tentativa de Aschenbach de parecer mais jovem pelo tratamento cosmético e no seu sonho perturbador quase no final da novela: "Com as batidas dos tímbales seu coração retumbava, seu cérebro girava, acometido de raiva, de desvario, de atordoante voluptuosidade, e sua alma desejou unir-se à dança de roda do Deus. O enorme símbolo obsceno, de madeira, foi descoberto e elevado."
Poucos dias depois, Aschenbach descobre que a família polaca planeia partir depois do almoço. Desce até a praia, onde está Tadzio com um menino mais velho, Jasiu. Os dois rapazes lutam, e Tadzio é facilmente vencido. Com raiva, deixa o seu companheiro e se dirige à parte do mar próxima de Aschenbach. Após contemplar por um momento o mar, dá meia volta para olhar o seu admirador. Para Aschenbach, é como se o menino estivesse a acenar-lhe. Tenta levantar-se e retribuir, no entanto caí morto na sua cadeira. Seu corpo é descoberto minutos depois. "E ainda no mesmo dia, um mundo respeitosamente comovido recebeu a notícia de sua morte."